# Sigdal
Gmina Sigdal (norw. Sigdal kommune) – norweska gmina leżąca w regionie Buskerud. Jej siedzibą jest miasto Prestfoss.
Sigdal jest 130. norweską gminą pod względem powierzchni.
Z Sigdal pochodzi Josefine Frida Pettersen, norweska aktorka.

## Demografia
Według danych z roku 2005 gminę zamieszkuje 3537 osób. Gęstość zaludnienia wynosi 4,2 os./km². Pod względem zaludnienia Sigdal zajmuje 244. miejsce wśród norweskich gmin.
| ludność stan na 1 stycznia 2005 |         |           |       |
|                                 | kobiety | mężczyźni | razem |
| osób                            | 1757    | 1780      | 3537  |
| %                               | 49,67%  | 50,33%    | 100%  |

| wykształcenie stan na 1 października 2004 |        |         |        |        |
|                                           | podst. | średnie | wyższe | niezn. |
| osób                                      | 826    | 1706    | 304    | 29     |
| %                                         | 28,83% | 59,55%  | 10,61% | 1,01%  |

## Edukacja
Według danych z 1 października 2004:
- liczba szkół podstawowych (norw. grunnskolar): 4
- liczba uczniów szkół podst.: 446

## Władze gminy
Według danych na rok 2011 administratorem gminy (norw. rådmann) jest Jens Sveaass, natomiast burmistrzem (norw. ordfører, d. borgermester) jest Kari Martine Kolbræk Ask.